# Chinesische Arzneimitteltherapie

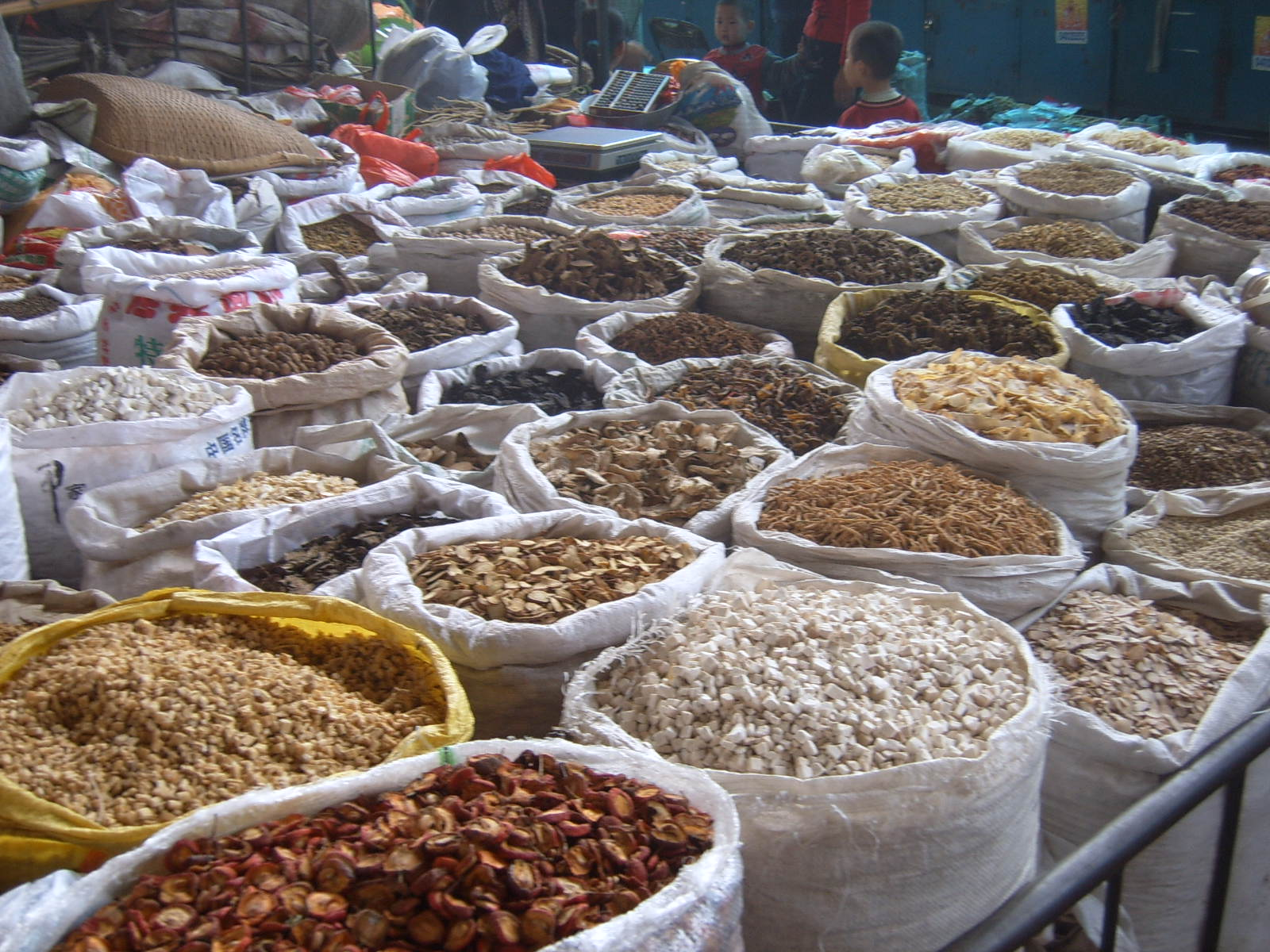
Traditioneller Medizinmarkt in Xi’an

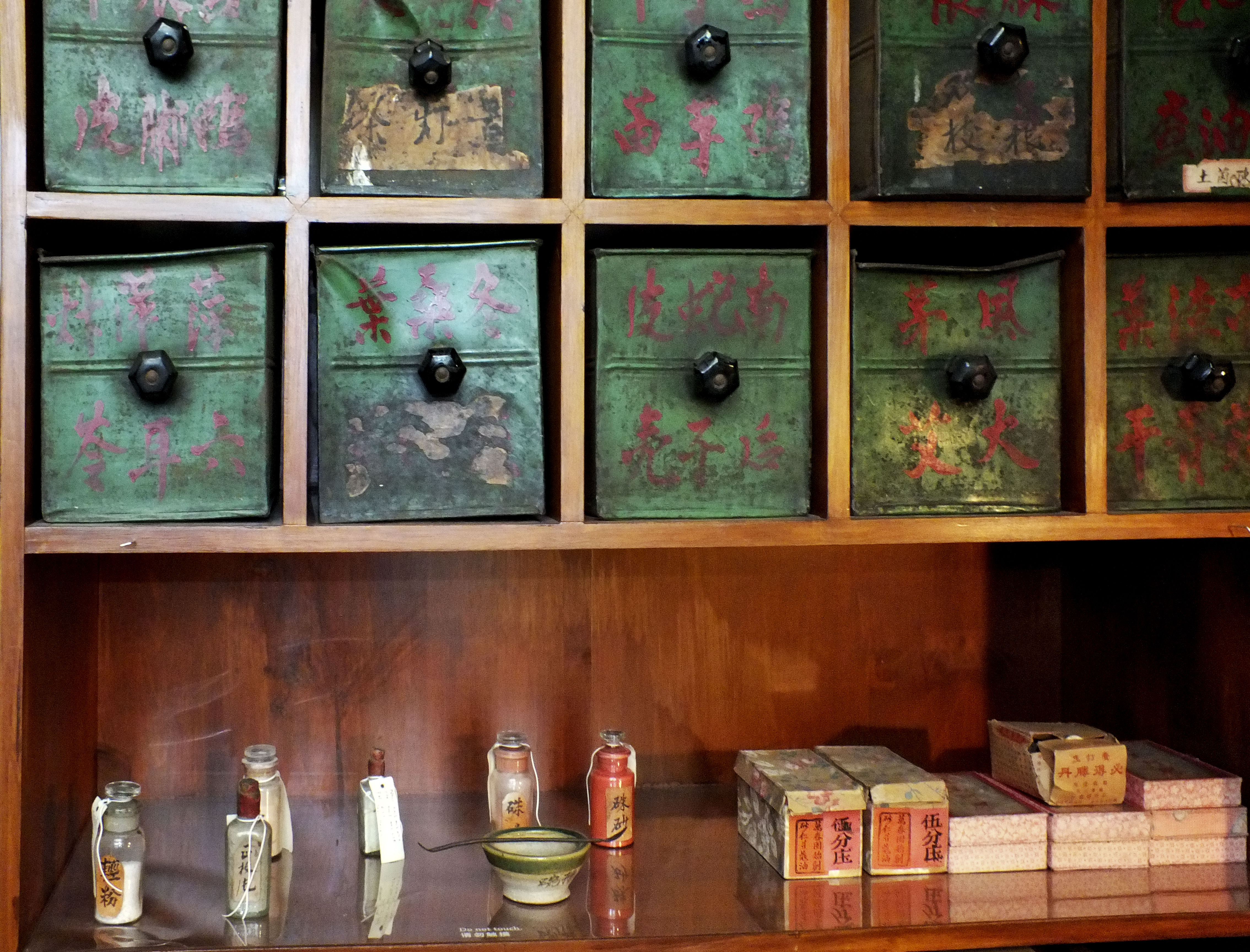
Chinesische Medizinische Heilmittel, Chinese Museum in America

Die chinesische Arzneimitteltherapie (chinesisch 中藥治療 / 中药治疗, Pinyin zhōngyào zhìliáo) ist eine der fünf Hauptsäulen der Therapie in der chinesischen Medizin – zusammen mit der Akupunktur, der Tuina, der chinesischen Diätetik und der Bewegungstherapien Qigong und Taijiquan.

## Historisches
Das erste in Rekonstruktion erhaltene Arzneimittelbuch der chinesischen Medizin ist „Shennongs Klassiker der Kräuterheilkunde“ (chin. 神农本草經 / 神农本草经 Pinyin Shénnóng Běncǎojīng). Es wurde um das Jahr 100 unserer Zeitrechnung kompiliert und enthält Eintragungen über 365 Arzneimittel. Die Anzahl der bekannten Arzneien war im Jahr 682 auf 863 Pharmaka angestiegen. Sie erreichte bei Li Shizhen im Jahr 1596 die stattliche Zahl von 1892 Pharmaka.
Die offizielle Chinesische Pharmakopöe aus dem Jahr 2000 enthält 544 Substanzen. Davon sind nahezu zwei Drittel seit etwa zweitausend Jahren gebräuchlich.

## Bedeutung in der chinesischen Medizin
Innerhalb Chinas gilt die chinesische Arzneimitteltherapie mit Abstand als das wichtigste Behandlungsverfahren. Mit ihr werden 80–90 % aller Erkrankungen behandelt. Dies liegt vor allem daran, dass sie das vielseitigste und umfassendste Therapieverfahren der chinesischen Medizin ist.
Die chinesische Arzneimitteltherapie basiert auf den gleichen Grundlagen wie die chinesische Diätetik. Sie wird in der TCM als das innere Therapieverfahren bezeichnet. Im Gegensatz dazu gilt die Akupunktur als äußeres Therapieverfahren, weil hier die Gesundheit des Menschen durch eine Einwirkung von außen – mit Nadeln – beeinflusst wird.
Die chinesische Arzneimitteltherapie und die Akupunktur kommen in der Praxis häufig gemeinsam zur Anwendung.

## Grundlagen
Die Grundlage der Anwendung chinesischer Arzneimittel ist eine chinesische Diagnostik. Diese umfasst neben einem ausführlichen Anamnesegespräch eine Puls- und Zungendiagnose. Die hierbei erhobenen Befunde werden nach den acht Leitkriterien, den krankheitsauslösenden Faktoren und den betroffenen Funktionskreisen geordnet.
Die chinesische Arzneimitteltherapie passt wie ein Schlüssel zum Schloss der chinesischen Diagnostik. Die Beschreibung der energetischen Wirkung eines Arzneimittels folgt einem feststehenden Muster. Dies umfasst das Temperaturverhalten, die Geschmacksrichtung, den Funktionskreisbezug und die Wirkung eines Arzneimittels.

## Verwendete Arzneien
Chinesische Arzneimittel sind ausschließlich natürlichen Ursprungs. Dabei überwiegen mit über 90 % pflanzliche Mittel, zum kleineren Teil werden mineralische oder tierische Arzneien verwendet. Bei den pflanzlichen Arzneimitteln werden die unterschiedlichsten Pflanzenteile verwendet: Samen, Wurzeln, Rinden, Äste, Zweige, Stängel, Blätter, Blüten und Früchte. Der Artenschutz für bedrohte Pflanzen und Tiere wird in Deutschland durch die Apotheken streng beachtet.

## Verwendungsarten

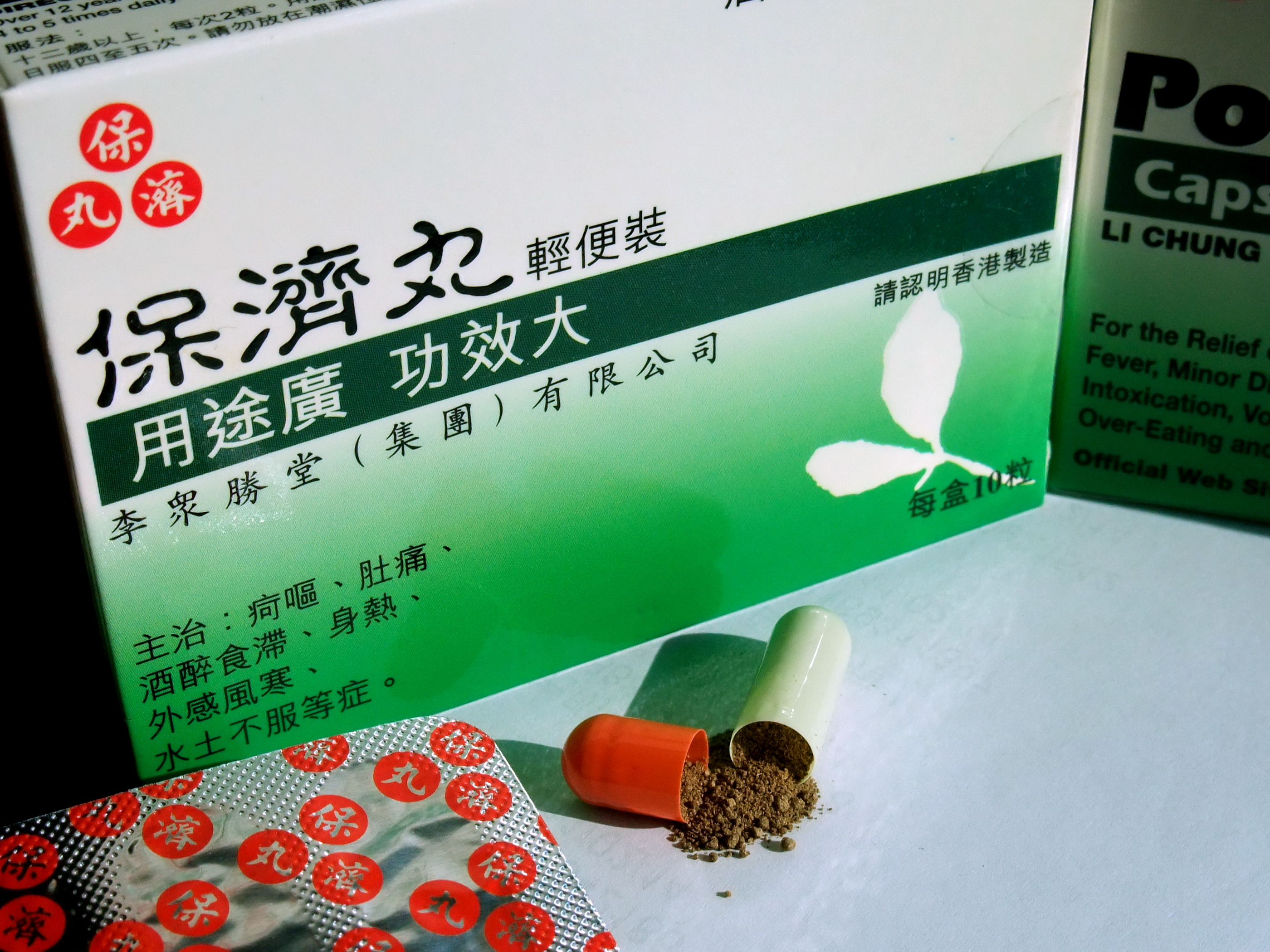
Po Chai Pills

Traditionell werden chinesische Arzneimittel als wässrige Abkochungen (Dekokte) verordnet. Moderne Darreichungsarten sind Granulate oder hydrophile Konzentrate. Daneben sind auch Fertigarzneimischungen als Pillen oder Kapseln gebräuchlich.
Chinesische Arzneimittel werden fast nie als Einzelmittel verordnet. In der Regel werden sie zu einer Rezeptur zusammengestellt, die aus drei bis sechzehn verschiedenen Einzelarzneien besteht. Durch die lange Erfahrung in der Anwendung am Menschen hat sich ein großes Wissen über geeignete Arzneimittelkombinationen und Synergismen angesammelt. Dieses Wissen kommt in den klassischen Rezepturen zum Tragen.
Die Wirkung chinesischer Arzneimittel wird maßgeblich durch unterschiedliche Aufbereitungsverfahren (paozhi) beeinflusst.

## Einsatzgebiete
Die Anwendungsbereiche der chinesischen Arzneimittel sind sehr vielseitig. Dies hat seine Begründung darin, dass in China bis zum Eintreffen der westlichen Medizin alle Krankheiten mit der traditionellen Medizin behandelt wurden. Diese Tradition ist bis zum heutigen Tag ungebrochen und wird in vielen asiatischen Ländern sowie neuerdings im Westen fortgeführt.
Behandlungsschwerpunkte sind seit frühester Zeit grippale Beschwerden, Atemwegserkrankungen sowie Infektionskrankheiten. Daneben werden aber auch zahlreiche innere Krankheiten z. B. im Magen-Darm-Bereich, Allergien, gynäkologische Erkrankungen und Hautkrankheiten mit chinesischen Arzneimitteln behandelt.

## Arzneimittelsicherheit
Die chinesische Arzneimitteltherapie ist in ihrer heute praktizierten Form eine sichere Therapiemethode. Voraussetzung ist allerdings ihre fachgerechte Anwendung durch gut aus- und weitergebildete Therapeuten und der Einsatz einer gesicherten Arzneiqualität.
Die Sicherung der Arzneiqualität wird in Deutschland durch die Abgabe in spezialisierten Apotheken gewährleistet. Sie prüfen chinesische Arzneimittel auf Identität, Qualität und Reinheit. In unabhängigen Speziallaboren werden die Pflanzen auf Belastungen mit Schwermetallen, Pestiziden und Schimmelpilzen untersucht.
Das Centrum für Therapiesicherheit in der Chinesischen Arzneitherapie (CTCA) bemüht sich um eine sichere Therapie mit chinesischen Arzneimitteln.